# Portretul lui Filip al IV-lea în Fraga
Portretul lui Filip al IV-lea din Fraga este un tablou al pictorului baroc spaniol Diego Velázquez, realizat în 1650 în care este prezentat Filip al IV-lea al Spaniei. A fost pictat în iunie 1644 în Fraga, unde regele și-a mutat curtea în timp ce se afla într-o campanie militară.
În 1911 pictura a fost achiziționată de Frick Collection. Există o copie în Dulwich Picture Gallery, dar despre această copie nu se crede că este realizată de Velázquez. 